# Matelea sucrensis
Matelea sucrensis är en oleanderväxtart som beskrevs av G. Morillo. Matelea sucrensis ingår i släktet Matelea och familjen oleanderväxter. Inga underarter finns listade i Catalogue of Life.